# Schronisko PTTK na Przełęczy Kowarskiej
Schronisko PTTK na Przełęczy Kowarskiej – nieistniejące obecnie schronisko turystyczne, położone na Przełęczy Kowarskiej na granicy Karkonoszy i Rudaw Janowickich, na wysokości 727 m n.p.m. Obiekt znany był również pod nazwą Szczytno.
Schronisko mieściło się w budynku zbudowanej pod koniec XIX wieku karczmy Schillera (Schillerbaude). Po II wojnie światowej obiekt przejęło Towarzystwo Turystyczne „Kraj” z Jeleniej Góry, które otworzyło w nim schronisko turystyczne. W 1962 roku zostało ono przejęte przez PTTK. Obiekt dysponował początkowo 25 miejscami noclegowymi, z czasem liczba ta wzrosła do 62. Zły stan techniczny budynku doprowadził najpierw do jego zamknięcia około 1970 roku, a następnie rozbiórki w 1973 roku. Wobec zamknięcia schroniska oddział PTTK z Kamiennej Góry uruchomił w 1970 roku na stokach Sulicy, powyżej przełęczy, stację turystyczną „Bacówka” na 35 miejsc noclegowych. Ta jednak spłonęła w listopadzie 1973 roku. Żadnego z obiektów nie odbudowano.

## Piesze szlaki turystyczne
Przez przełęcz prowadzą następujące szlaki turystyczne:
- fragment szlaku granicznego prowadzący z Przełęczy Lubawskiej do Kowar,
- z Przełęczy Okraj do Czarnowa.